# Acqua alle funi

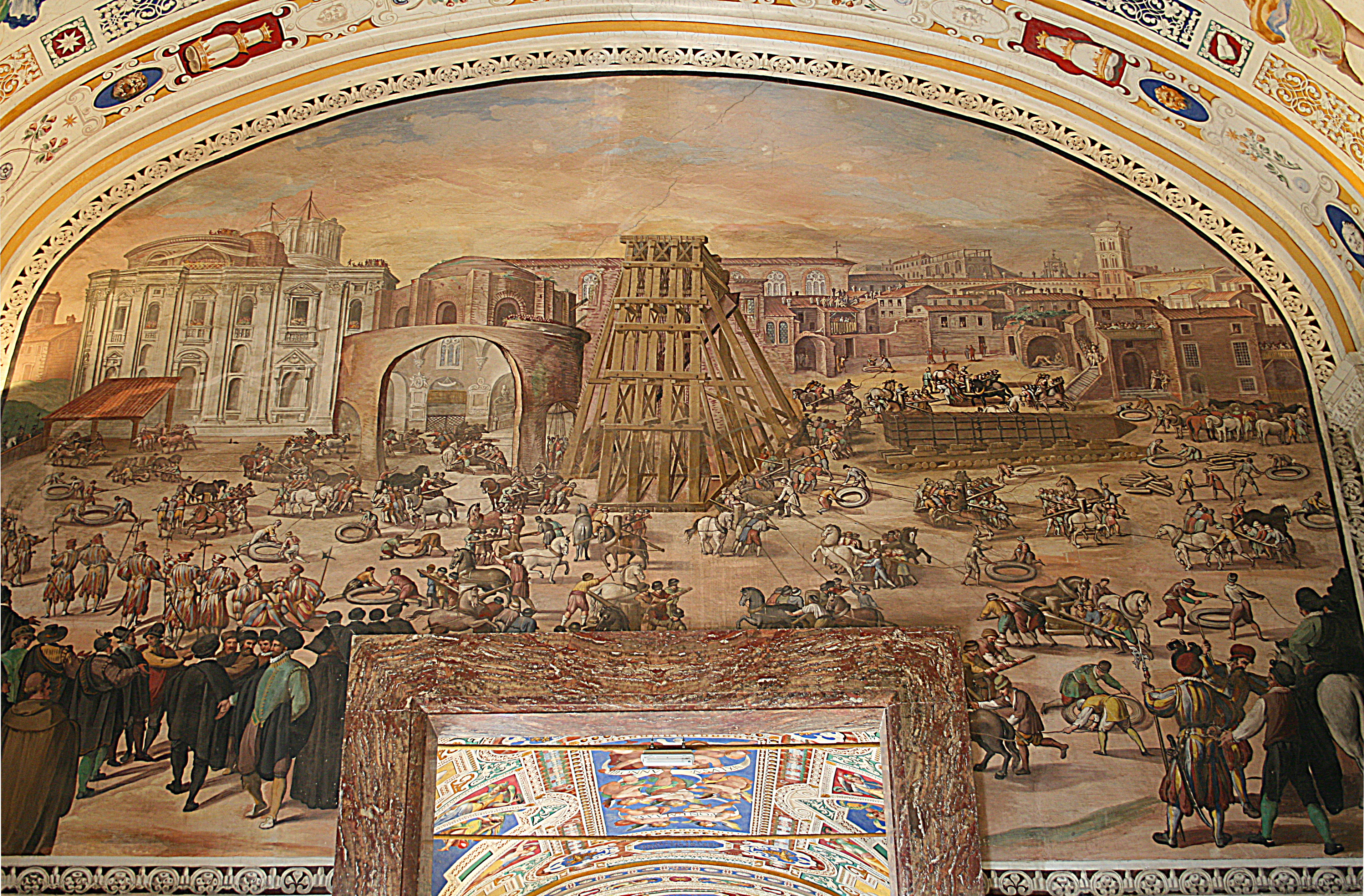
Levantada de l'Obelisco Vaticano en la Plaza de San Pedro. Fresco (1685-1688) en la Biblioteca Apostolica Vaticana.

Acqua alle funi (Aiga ae corde!) es una frase que fue gritada en Roma en la Plaza de San Pedro durante el alzamiento del obelisco situado en su centro.

## Historia
En 1586 el papa Sixto V, deseando embellecer la plaza de San Pedro, ordenó que levantaran allí el gran obelisco que aún hoy se admira, pero que por entonces se hallaba detrás de la Basílica de San Pedro.
El trabajo, que fue confiado al comasco Domenico Fontana, presentaba grandes dificultades. El obelisco pesa 350 toneladas y tiene 25 metros de alto, por lo que Fontana se vio obligado a hacer infinidad de cálculos y emplear andamios, cabrestantes y poleas. Para accionarlo todo fueron dispuestos 800 hombres y 140 caballos. El 10 de septiembre de 1586 el obelisco debía ser alzado y, dados los peligros inherentes al trabajo, se dio orden a los obreros y a la multitud de no pronunciar ni una palabra, so pena de muerte. Quien osara lanzar el más mínimo grito, sería ejecutado sin apelación posible. Y, para que no quedasen dudas, en el lugar estaban ya dispuestos el verdugo y la horca.
El obelisco ya estaba casi en su posición definitiva, cuando se vio que las cuerdas cedían. Algunas se cortaron estrepitosamente, emitiendo un sonido aterrador, similar a los latigazos y otras se estiraban peligrosamente. En medio de un pánico creciente, todos veían cómo el monolito estaba cayendo ostensible e irremediablemente al suelo. La catástrofe era inminente. De pronto,  en ese momento, en medio del enorme silencio, arriesgándolo todo, se levantó una voz. Fue una sola voz, audaz y temeraria la que gritó «¡Daghe l'aiga a le corde!» (expresión en dialecto genovés que significa ‘¡Echad agua a las cuerdas!’).
El consejo sacó de su ensimismamiento a todo el mundo, particularmente a los arquitectos, quienes —dándose a la razón— enseguida gritaron a su vez las órdenes pertinentes. 
El peligro había sido conjurado por el capitán Bresca, marinero ligur, que sabía bien que las cuerdas de cáñamo se acortan (y aumentan su resistencia) cuando se mojan.
Bresca fue detenido, pero Sixto V, como recompensa, en lugar del castigo, le concedió grandes privilegios, una nutrida pensión y el derecho de izar en el mástil de su casa la bandera vaticana. Por otra parte, Bresca solicitó y obtuvo el privilegio, para sí y sus descendientes, de suministrar a la Iglesia de San Pedro los olivos para la Semana Santa. Aún hoy Bresca es recordado en su ciudad natal, Bordighera.

## Uso
La frase (y su variante abreviada «Acqua alle corde!») ha caído hoy en desuso, pero a veces se la utiliza para exaltar el valor del coraje, de la resolución y de la presencia de ánimo de alguien frente a un problema difícil, aun cuando exista el riesgo de penosas consecuencias personales.
En otros casos se trata de una especie de grito de alarma proferido por quien se da cuenta de una emergencia imprevista y procede inmediatamente a solventarla. La frase implica la necesidad de actuar.